# Світлинське родовище
Світлинське родовище (рос. Светлинское месторождение) — родовище золота в Пластовському районі Челябінської області Росії, розташоване на північній околиці селища Світлий. Є найбільшим родовищем золота на Південному Уралі. Прогнозні запаси золота становлять близько 80 тонн, родовище розвідане до глибини 800 м.

## Історія та розробка
Родовище було відкрите у 1982 році. Розробка ведеться з 1992 року відкритим способом компанією «Южуралзолото».
Станом на 2020 рік обсяг виробництва золота з руд Світлинського родовища становив 6 тонн на рік при середньому вмісті золота в руді 0,75 г/т.